# Gemini Five
För NASA:s rymdfarkost, se Gemini 5.
Gemini Five är ett svenskt hårdrocksband från Stockholm bildat 2001. 
Gruppen släppte sitt första album Babylon Rockets i oktober 2003, innehållande bland annat första singeln och Dead or Alive-covern "You Spin Me Round (Like a Record)". Andra singeln, "Babylon Rockets", med två spår från albumet med samma namn, plus en demoversion av "Get It Off" och två videor, "Babylon Rockets" och "Babylon Rockets - live". Andra albumet, Black:Anthem, släpptes den 2 september 2005. 
Bandet har inspirerats av amerikanska sleazerock-bandet Mötley Crüe. Mycket av deras stil är hämtat från band och artister som Guns N' Roses, AC/DC, Led Zeppelin, Hanoi Rocks, David Bowie och Pink Floyd.
Gemini Five är goda vänner med medlemmarna i Hardcore Superstar och de två banden har spelat tillsammans ett flertal gånger. De har även spelat med Hanoi Rocks, svenska bandet Mustasch, finska The 69 Eyes, nordirländska Therapy? och svenska Crashdïet och Takida.
Bandet släppte albumet Sex Drugs & Anarchy den 2 maj 2008 och belönades av Swedish Metal Awards med priset "Best Glam/Sleaze 2009".

## Medlemmar
Nuvarande medlemmar
- Tin Star (Stephan Molander) – sång, gitarr
- Tom Wouda – gitarr, bakgrundssång
- Hot Rod (Rod Teilman) – basgitarr, bakgrundssång
- Slim Pete (Pete Henrix) – trummor, bakgrundssång

Tidigare medlemmar
- Snoopy – gitarr (2001–2007)
- Dany "Dee Dee" Douglas – gitarr (2008)

## Diskografi
Demo
- 2001: Let's Go Startrippin' in the Blown Zone (EP)

Studioalbum
- 2003: Babylon Rockets
- 2005: Black:Anthem
- 2008: Sex Drugs Anarchy (Sverigetopplistan #47)[4]

Singlar
- 2003: "You Spin Me Round (Like a Record)" (Sverigetopplistan #19)[4]
- 2004: "Babylon Rockets"
- 2006: "Black:Anthem"
- 2009: "Stay with Me"